# بریتنی: زنده در کنسرت
بریتنی: زنده در کنسرت نهمین تور کنسرت توسط خواننده آمریکایی، بریتنی اسپیرز است. این تور اولین تور کنسرت بین‌المللی اسپیرز بعد از تور زن افسونگر در سال ۲۰۱۱ است و تا حد زیادی به کنسرت اقامتی وی، بریتنی: تکه ای از من در لاس وگاس شباهت دارد.

## لیست مجموعه
لیست مجموعه زیر از کنسرت برگزار شده در تاریخ ۶ ژوئن ۲۰۱۷ به دست آمد. در تالار اوساکا-جی در اوزاکا، ژاپن. تمام کنسرت‌ها را برای مدت زمان تور نشان نمی‌دهد.
1. "سلیطه کار کن"
2. "زن باره"
3. "سر حرف را باز کن" / "تکه ای از من"
4. "عزیزم یک بار دیگر…"
5. "اوه!... باز هم دسته‌گل به آب دادم"
6. "من در برابر موسیقی"
7. "باز هم می‌خوام"
8. "پسرها"
9. "می‌خوای بری؟"
10. "من برده تو هستم" (شامل عناصر"لخت شو (برنامه ای دارم)")
11. "مرا بساز…"
12. "Freakshow"
13. "کاری کن"
14. "سیرک"
15. "اگر دنبال امی هستی"
16. "تنفس روی من"
17. "مهمانی چرت زدن"
18. "دستانم را لمس کن"
19. "سمی"
20. "قوی‌تر" / "دیوانه(ام کردی)"

اجرا پایانی
1. "تا دنیا دنیاست"

## تاریخ‌های تور
| ۳ ژوئن ۲۰۱۷  | توکیو   | ژاپن      | ژیمناسیون ملی Yoyogi      |
| ۴ ژوئن ۲۰۱۷  | توکیو   | ژاپن      | ژیمناسیون ملی Yoyogi      |
| ۶ ژوئن ۲۰۱۷  | اوزاکا  | ژاپن      | سالن اوزاکا-جی            |
| ۱۰ ژوئن ۲۰۱۷ | سئول    | کره جنوبی | گنبد آسمانی گوچوک         |
| ۱۳ ژوئن ۲۰۱۷ | تایپه   | تایوان    | تالار نمایشگاه NWANG TWTC |
| ۱۵ ژوئن ۲۰۱۷ | پاسا    | فیلیپین   | بازار آسیا آرنا           |
| ۲۳ ژوئن ۲۰۱۷ | بانکوک  | تایلند    | Impact Arena              |
| ۲۴ ژوئن ۲۰۱۷ | بانکوک  | تایلند    | Impact Arena              |
| ۲۷ ژوئن ۲۰۱۷ | هنگ کنگ | هنگ کنگ   | آسیا وورد - آرنا          |
| ۳۰ ژوئن ۲۰۱۷ | سنگاپور | سنگاپور   | استادیوم سرپوشیده سنگاپور |
| ۳ ژوئیه ۲۰۱۷ | تلآویو  | اسرائیل   | پارک هایارکون             |